# Magnus Strålenhielm
Magnus Strålenhielm, född 11 augusti 1699 på Eknaholm i Tjureda socken, Kronobergs län, död 1758, var en svensk adelsman och inspektor.

## Biografi
Magnus Strålenhielm var son till Arvid Strålenhielm och Elisabeth Stråle af Ekna. Strålenhielm blev volontär vid Kronobergs regemente 1715 och förare vid samma regemente 1717. Han blev 1718 sergeant och fänrik och tog 1719 avsked som löjtnant. Strålenhielm blev inspektor vid Kungsbro salpetersjuderiverk 1721 och inspektor vid Vadstena krigsmanshus 1723. Han fick överkrigskommissaries karaktär 1748.
Mellan åren 1715–1717 lärde han sig konsten i häradsbokhålleri hos häradsskrivaren Lindberg och utförde senare hans arbete. Strålenhielm bestred 1717 mönsterskrivaretjänsten och förde korrespondens vid Albo kompani, Kronobergs regemente. Strålenhielm deltog i fälttåget mot Norge 1718. Han blev vid belägringen av Fredrikstens fästning skjuten i vänstra benet. Han hjälpte till att föra över krigsredskap från Fredrikstens fästning till Skräddarön. Strålenhielm beordrades 1719 att med regementet förflytta sig till Stockholm och Roslagen. Där skulle de förhindra Rysslands härjningar.

### Familj
Strålenhielm gifte sig första gången 24 juni 1721 med Anna Margaretha Österberg (1699–1739). Hon var dotter till salpetersjuderinspektorn Lars Österberg. De fick tillsammans barnen Lars (1722–1724), Elisabeth (född 1724), Anna Maria (1725–1756), Arvid Lorentz (1726–1730), Mathias (1728–1800), Christina Magdalena (1729–1732), Engel Catharina (1730–1732), Carl Gustaf (1732–1732), Eric Gustaf (1733–1733), Carl Magnus (1734–1735) och en dotter (1737–1737).
Strålenhielm gifte sig andra gången 1 mars 1741 med Ulrica Sophia Hederhielm (1715–1803). Hon var dotter till lagmannen Peter Hederhielm och Christina Sophia Billberg på Lindkullen. De fick tillsammans barnen Christina Sophia (1742–1814), Adolph Fredric (född 1745) och Pehr Gustaf (1750–1819).